# Onthophagus ruficauda
Onthophagus ruficauda es una especie de insecto del género Onthophagus, familia Scarabaeidae, orden Coleoptera.

Fue descrita científicamente por Arrow en 1931.